# 昔加羅縣
昔加羅縣是印度尼西亞西加里曼丹省的一個縣，為該省的內陸縣之一，縣治位於昔加羅鎮。

## 地理
昔加羅縣位於西加里曼丹省中部，東、北連新當縣，南接道房縣，西鄰上侯縣，印尼最長河流卡普阿斯河流經此縣。

## 行政區劃
由上侯縣分出後，昔加羅縣成立於2003年12月18日，目前此縣轄有7個鎮。
1. 勿里當鎮
2. 下勿里當鎮
3. 上勿里當鎮
4. 那芽馬合鎮
5. 那芽打曼鎮
6. 昔加羅鎮
7. 上昔加羅鎮